# Rio Bravo (Texas)
Rio Bravo è un comune degli Stati Uniti d'America, situato in Texas, nella contea di Webb.